# Alfa Romeo Arna
De Alfa Romeo Arna is een hatchback van het Italiaans automerk Alfa Romeo en werd geproduceerd tussen 1984 en 1987.

## Het project
Protectionisme binnen de EEG viert in die jaren hoogtij, dat ervaart ook de Nissan Motor Company. Met een Europees bruggenhoofd zou een en ander te omzeilen zijn. En zo worden Nissan en Alfa uit noodzaak in elkaars armen gedreven, een verstandshuwelijk. Fiat vindt de deal maar niets en ook de EEG bekijkt de samenwerking met argusogen. Beiden werken de deal tegen met als argument dat dit het Japanse paard van Troje is om in West Europa een bruggenhoofd te slaan. Het nieuwe bedrijf verwacht aan 3.500 mensen werk te bieden in het zuiden van Italië en er worden volgens de Italiaanse premier Francesco Cossiga in de contracten strikte condities opgenomen die moeten tegengaan dat Nissan de Europese markt met Japanse auto’s zal overspoelen. Na maanden van vertraging geeft de Italiaanse regering op zaterdag 20 september 1980 zijn goedkeuring voor de jointventure, het parlement in twee kampen achterlatend. Op 9 oktober 1980 wordt in Tokio Alfa Romeo Nissan Autoveicoli, oftewel ARNA opgericht. Nissan en Alfa zijn elk voor 50 procent eigenaar van de joint venture die jaarlijks 60.000 auto’s moet gaan bouwen.

## De auto en zijn imago
Kale koetswerken worden vanuit Japan naar Italië verscheept en afgemonteerd in een nieuwe fabriek in Pratola Serra, op zo’n 50 kilometer van de Alfa Sud-fabriek. De ontwikkelingskosten kunnen tot een minimum beperkt blijven: de auto heeft namelijk de carrosserie en de achteras van de Nissan N12, in Japan bekend als Nissan Pulsar, in Australië door Holden gebouwd als Astra en in Nederland bekend als Nissan Cherry. Voor de aandrijving wordt gebruik gemaakt van de 1.186 cc grote en 63 pk sterke boxermotor uit de Alfasud. Ook de transmissie en de voorwielophanging komen van deze Alfa. Op de grille en de achterlichten na zijn de Arna L (3-deurs) en Arna LS (5-deurs) die in september 1983 tijdens de IAA in Frankfurt gepresenteerd worden uiterlijk vrijwel gelijk aan de Nissan Cherry die dan al een jaar op de markt is. Met naar keuze een 1.3 en een 1.5 is eerder in 1983 al de Alfa 33 gepresenteerd als opvolger van de Alfasud. Deze 33 is iets groter dan zijn voorganger. Om de onderkant van de markt niet te verliezen wordt de Arna als instapper onder de 33 gepositioneerd. Vanaf februari 1984 volgt de Arna TI met 1.351 cc, twee dubbele carburateurs en 86 pk. In december 1984 krijgen de 1.2-versies een nieuwe naam: Arna 1.2 L en Arna 1.2 SL en stijgt het vermogen naar 68 pk. Later is er ook nog 1.5 versie met 95 pk gebouwd als Arna TI.
Liefhebbers van Alfa vonden het maar niets. Ook door het het grote publiek werd de Arna verguisd. Alfa Romeo was zich bewust van de scepsis en ging in de reclamecampagne in de tegenaanval met het motto: E subito sei Alfistà (En onmiddellijk ben je Alfist). De meestal positieve bevindingen van de autojournalisten mochten de Arna niet baten.

## Einde
Op papier klinkt het allemaal geweldig. In de praktijk valt het toch allemaal best tegen. De auto blijkt zo’n beetje de samenvatting van alle slechte eigenschappen van zijn beide ouders. De Italiaanse techniek is beneden de maat, de afwerking slordig en de constructie van de Cherry-carrosserie is ook niet bepaald het toonbeeld van doordachtheid. In 1984 worden er 31.066 Arna’s verkocht, ongeveer de helft van wat er geprognotiseerd is en dat zou ook nog eens het piekjaar blijken. In 1985 worden er 10.976 verkocht. Wanneer in 1987 de laatste Arna van de band loopt staat de teller op een schamele 53.047 exemplaren. Kortom, de Arna is een grote flop. Tot overmaat van ramp moet Alfa met Nissan volgens contract afrekenen in Japanse yens, een munt die in de tussentijd ten opzichte van de Italiaanse lire bijna tweemaal zo duur is geworden. Als Fiat eind 1986 Alfa Romeo overneemt, is de Arna het eerste project wat Turijn schrapt.
De Nederlandse Alfa Romeo-importeur heeft de Arna hier nooit op de markt gebracht, net zomin als de Nissan-importeur. Er zijn alleen een paar exemplaren naar Nederland gehaald door Piet Wouters, een Tilburgse Alfa-dealer. Voorzien van een andere grille en Nissan-logo’s wordt de Arna in een aantal Europese landen verkocht als Nissan Cherry Europe, de TI-versies als Cherry Europe GTI. Ook gaat de auto terug de boot op naar Japan (maar nu als complete auto) waar hij wordt verkocht als Nissan Pulsar Milano X1. 
Nissan zette een fabriek op in Sunderland (GB) om de weggevallen productie op te vangen.

## Trivia
- In een aflevering van het BBC-autoprogramma Clarksons Car Years blies Jeremy Clarkson een exemplaar van de Arna op met een handgranaat.[1]
- De Arna werd met minimale wijzigingen, zoals de merk- en typeplaatjes, maar wel met Nissan-motoren in sommige landen door Nissan verkocht onder de naam Nissan Cherry Europe.